# Minseitō
Die Minseitō (japanisch 民政党, Minseitō) war eine politische Partei Japans von nur kurzer Lebensdauer im Jahre 1998. Sie war eine zentristische, reformistische Partei, die sich bereits im Jahre ihrer Entstehung im April 1998 mit anderen Parteien zur Demokratischen Partei Japans vereinigte.
Der Name wurde einer Vorkriegspartei Rikken Minseitō entlehnt, die von 1927 bis 1940 existierte.

## Geschichte
Die Partei entstand aus mehreren kleineren reformistischen Gruppen, die aus dem Zusammenbruch der Koalitionspartei Shinshinto im Jahre 1996 entsprangen:
- die Taiyōtō (太陽党, Taiyōtō oder Sonnenpartei), unter Leitung von Hata Tsutomu,
- die Kokumin no Koe (国民の声, Stimme des Volkes) unter Kano Michihiko,
- eine unabhängige Gruppe, die From Five (フロムファイブ, Furomu Faibu) bekannt war unter Hosokawa Morihiro.

Kurz nach ihrer Vereinigung im Januar 1998 vereinigte sich die Partei mit der Demokratischen Partei Japans von 1996 (民主党, Minshutō), der Partei der neuen Bruderschaft (新党友愛, Shintō Yūai) und der Demokratischen Reformpartei (民主改革連合, Minshu Kaikaku Rengō) zu einer neuen Demokratischen Partei Japans.
Hata, Kano und Hosokawa spielten eine wichtige Rolle bei der Entwicklung der Partei zur wichtigsten Oppositionspartei Japans.